# Bodo Strehlow
Bodo Strehlow (* 5. April 1957 in Fürstenberg an der Havel) ist ein ehemaliger DDR-Bürger, dessen Flucht aus der DDR misslang. Er versuchte 1979, aus der DDR mit einem Grenzüberwachungsschiff der 6. Grenzbrigade Küste in die Bundesrepublik zu gelangen.

## Leben
Bodo Strehlow hatte sich nach dem Abitur für eine vierjährige Dienstzeit bei der Grenzbrigade Küste verpflichtet, da er hoffte, in Moskau Physik studieren zu können. Aufgrund zunehmender Unzufriedenheit mit den Verhältnissen in der DDR entschloss er sich zur Flucht in die Bundesrepublik. Am 4. August 1979 schloss Bodo Strehlow während der Nachtwache die gesamte schlafende Besatzung des Grenzüberwachungsschiffes Graal-Müritz mit zwei Vorhängeschlössern unter Deck ein. Anschließend startete er die Dieselmotoren, um das Schiff in westdeutsche Hoheitsgewässer zu manövrieren. Durch den Lärm der Maschine wurde die Besatzung geweckt und konnte sich befreien; Strehlow wurde durch eine vom Kommandanten geworfene Handgranate niedergestreckt.
Er wurde 1980 vom Militärgericht Neubrandenburg zu einer lebenslänglichen Haftstrafe verurteilt. Im Dezember 1989 wurde er auf Grund einer Amnestie als einer der letzten politischen Gefangenen der DDR aus dem Gefängnis Bautzen II entlassen.
Nach der Haft studierte er in Heidelberg Physik und gründete dort ein IT-Unternehmen. Das Urteil gegen ihn wurde 1992 aufgehoben.